# Nai No Kami
Nai No Kami é a divindade japonesa dos terremotos.